# Пискуновское
Пискуновское — село в Отрадненском районе Краснодарского края.
Входит в состав Красногвардейского сельского поселения.

## Социальная инфраструктура
МДОУ №34 село Пискуновское, улица Красная, № 40 Заведующая: Герасименко Светлана Алексеевна.
МОУ ООШ №19 село Пискуновское, улица Красная, № 24 Директор: Застрожников Евгений Валерьевич.
Пискуновский фельдшерско-акушерский пункт Село Пискуновское, улица Красная, № 18 Заведующая: фельдшер Серова Татьяна Васильевна.

## География

### Улицы
- ул. Красная,
- ул. Степная.

## История
Село Пискуновское – первоначальное название «Ивановка» организовалось на участке помещика Иванова, потом было переименовано в имя первого переселенца Пискунова и состояло из 100 дворов.
В 1921 году была организована первая коммуна, которая носила имя М.И. Калинина. Через два года был организован колхоз «Искра».
В 1929 году началась массовая коллективизация и вступление в колхозы
На территории наших сел возникают 8 колхозов: «Приурупский», «Страна Советов», «12 годов Октября», «Дружба», «Герой труда», «Искра», «Новая Жизнь».
В 1930 году были открыты медицинские пункты. В 1938 году открывается средняя школа.
В 1936-1940 годах начинается укрупнение колхозов, упраздняется МТС.
В 1957 году все колхозы слились в один мощный колхоз имени В.И.Ленина И вплоть до 1992 года название колхоза не изменялось. В 1992 году колхоз имени В.И. Ленина переименовывается в ООО « Гранит» В 1997 году ООО «Гранит» вливается в СПК колхоз-племзавод «Казьминский» Ставропольского края Кочубеевского района и по настоящее время является Отрадненским отделением большого колхоза. Архивная копия от 4 марта 2016 на Wayback Machine

## Известные люди
В селе родился Москаленко Георгий Васильевич — Герой Советского Союза,
Иван Васильевич Пащенко - Герой Советского Союза, Трофимов Анатолий 
Константинович - поэт.

## Население
| 2002 | 2010 |
| ---- | ---- |
| 504  | ↗511 |